# Bangala jezik
Bangala jezik (ISO 639-3: bxg), nigersko-kongoanski jezik iz Demokratska Republika Kongo|DR Konga koji pripada sjeverozapadnoj bantu skupini u zoni C, provincija Orientale, i kojim govori tek nekoliko ljudi kao prvim jezikom, ali čak 3 500 000 kao drugim (1991 UBS), poglavito u trgovini.
Pripada užoj skupini bangi-ntomba (C.40) i podskupini lusengo. Srodni su mu lusengo [lse] i lingala [lin]. 

## Vanjske poveznice
- Ethnologue (14th)
- Ethnologue (15th)